# Битниця
Битниця (пол. Bytnica) — село в Польщі, у гміні Битниця Кросненського повіту Любуського воєводства.
Населення — 1096 осіб (2011).

## Демографія
Демографічна структура станом на 31 березня 2011 року:
|          | Загалом | Допрацездатний вік | Працездатний вік | Постпрацездатний вік |
| -------- | ------- | ------------------ | ---------------- | -------------------- |
| Чоловіки | 540     | 113                | 395              | 32                   |
| Жінки    | 556     | 114                | 342              | 100                  |
| Разом    | 1096    | 227                | 737              | 132                  |